# Derby alsacien
Le derby alsacien, derby d'Alsace, derby du Bas-Rhin ou derby du Haut-Rhin en fonction du département où il se joue, désigne la confrontation entre deux clubs de football alsaciens.
Le derby alsacien s'est joué en Division 1 à plusieurs reprises, notamment dans les années 1930 et 1980 entre le RC Strasbourg et le FC Mulhouse, et dans les années 1940 entre le RC Strasbourg et les SR Colmar. En Division 2, le RC Strasbourg et le FC Mulhouse se croisent dans les années 1930, 1980, et 1990; les SR Colmar et le FC Mulhouse s'y croisant dans les années 1930 et 1940. En série nationale, de nombreux clubs alsaciens cohabitent en CFA ancienne et nouvelle version, en Division 3 et 4, et en CFA 2.
Pour la saison 2015-2016, des derbys se jouent en National entre le RC Strasbourg et les SR Colmar, et dans le groupe B du championnat de France amateur entre l'US Sarre-Union, le FC Mulhouse et le FC Saint-Louis Neuweg. Dans le groupe C de CFA 2, ce sont l'ASC Biesheim, le FCSR Haguenau, la réserve des SR Colmar, le SC Schiltigheim, et l'AS Illzach Modenheim qui cohabitent. Des derbys notables sont parfois également à souligner dans des divisions inférieures.

## Histoire du football en Alsace
De la première édition du championnat de France professionnel en 1932-1933 au début du championnat 2009-2010, la région Alsace compte 63 saisons de présence en première division réparties en 3 clubs. Le RC Strasbourg compte 56 saisons en D1, le FC Mulhouse en compte 6 et le SR Colmar en compte 1. La région alsacienne remporte 1 titre de champion de France par le biais du RC Strasbourg,.
L'Alsace se classe 8e ex-æquo sur 23 avec la région Rhône-Alpes quant au nombre de clubs différents ayant évolué en D1 et 10e quant au nombre de saisons cumulées de présences en D1 par ses divers clubs. Grâce au titre du RC Strasbourg, la région alsacienne fait partie des douze régions à compter au moins un club champion de France,.

### Des débuts sous l'autorité allemande (1890-1919)
Le football apparait précocement en Alsace à travers le Strasburger Fussball-Club, fondé en 1890 ou 1892 par un groupe de lycéens, et le FC Mülhausen, fondé en 1893 par des Anglais de passage. À ce niveau, l'Alsace peut concurrencer la Normandie et Paris comme l'un des lieux d'installation première du football.
Le Racing Club de Strasbourg est fondé en 1905 sous de nom FC Neudorf. À cette époque, de nombreux clubs avaient déjà fleuris à Strasbourg. C'est à cette période que les jeunes de l'école de la rue d'Erstein, dans le quartier populaire de Neudorf au Sud de la ville, forment une équipe. Quelques-uns d'entre eux veulent créer leur propre équipe et se cotisent pour acheter un ballon.

### L'Alsace s'ouvre au professionnalisme (1932-1940)

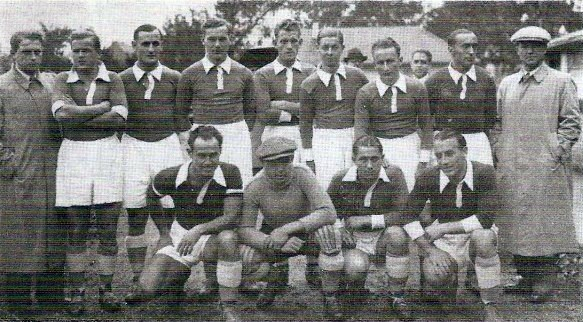
L'effectif 1936-1937 du RC Strasbourg avec le meilleur buteur du championnat Oskar Rohr, debout, 2e à gauche.

En 1932, le premier club de football à s'ouvrir au professionnalisme est le FC Mulhouse, qui finit à la dixième place du Championnat de France de football. Il est alors relégué et participe à la première édition du Championnat de France D2. Intégré à la Poule Nord, il y retrouve le RC Strasbourg, club nouvellement professionnel. Finissant respectivement troisième et quatrième, les deux clubs montent conjointement en Division 1. Durant toutes les années 1930, les deux clubs seront rivaux, participants ensemble à tous les championnats de D1 entre 1934 et 1937. À partir de cette date, les chemins des deux clubs se séparent, le premier continuant en D1, le second s'ancrant en D2.
En 1937, les SR Colmar deviennent professionnels et participent à la Poule Est du Championnat de France de football D2 1937-1938, en compagnie du FC  Mulhouse. Ils finissent deuxième à égalité de points avec le troisième : le Stade de Reims. Le FC Mulhouse réalise par ailleurs de moins bonnes performances, finissant quatrième. Lors de la deuxième phase du championnat, Colmar et son club finissent quatrième, à deux points de la montée en D1, alors que Mulhouse finit quinzième sur seize. Colmar s'impose alors comme le nouveau meilleur club du Haut-Rhin.
En 1940, l'Alsace est annexée au Reich Allemand.

### La Gauliga (1940-1945)
Durant la Deuxième Guerre mondiale, le football alsacien est coupé du football français et la Ligue d'Alsace est transformée en Gauliga Elsass. Il est de même pour les clubs mosellans qui participent à la Gauliga Sud-Ouest-Main-Hesse. Dans ce championnat, le titre se joue entre le Rasensport Strasbourg, le FC Mülhausen, et le SG SS Strasbourg. Le club le plus titré est le FC Mülhausen, avec trois titres.
À l'époque de la Gauliga Elsass entre 1940 et 1945 il existe une rivalité exacerbée entre le RCS, renommé à cette époque Rasensportclub Straßburg, et le Sportgemeinschaft SS Straßburg, nouveau nom du Red Star. Le Red Star passe sous le contrôle de la force paramilitaire allemande de la Schutzstaffel (SS), qui veut à cette occasion montrer sa puissance dans cette Alsace nouvellement annexée. Le club de la SS essaie de débaucher les meilleurs joueurs du RCS en leur promettant une rémunération importante, puis en les menaçant d'emprisonnement ou d'enrôlement de force dans la Wehrmacht sur le front de l'Est,. Les quelques joueurs qui endossent alors le maillot SS sont haïs par la population. Parmi ceux-ci, Fritz Keller est par exemple sifflé pendant 90 minutes par le public strasbourgeois lors de son premier match pour son nouveau club contre le RCS.
Ces débauchages permettent au SG SS Straßburg de prendre le dessus sportivement sur le RCS puisqu'il remporte le championnat d'Alsace en 1942 et arrive jusqu'en quart de finale du championnat d'Allemagne 1942 alors que le RCS ne gagne plus aucun titre. Malgré ces succès, le club de la SS ne parvient jamais à battre le RCS lors de leurs confrontations directes. Ces rencontres symbolisent en effet l'affrontement contre l'occupant allemand et les collaborateurs. Le Racing incarne la « résistance passive » et ses joueurs sont toujours extrêmement motivés par ce derby : ils s'y battent jusqu'à l'épuisement devant un public acquis à leur cause. Lors d'un de ces derbys, les joueurs du Racing jouent dans les couleurs du drapeau français en maillot bleu, short blanc et chaussettes rouges,. Les Nazis limitent ensuite le nombre de couleurs autorisées à deux, et n'hésitent pas à envoyer dans le camp de Schirmeck les spectateurs surexcités et à mobiliser de force les joueurs chantant des chants français.
En 1942, de nombreux joueurs sont envoyés combattre sur le Front Est et deviennent des Malgré-Nous.
En raison de l'évolution de la guerre et de l'arrivée des troupes alliées en Alsace à la fin de l'automne 1944, la saison 1944-1945 n'eut jamais lieu.

### Période de transition (1945-1949)
En 1945, le RC Strasbourg est intégré à la Division 1 avec impossibilité de descendre, grâce à son statut de ville meurtrie par la guerre. Il finit douzième. Le FC Mulhouse, quant à lui, est réintégré au Championnat D2 dont il finit dernier. Il intègre alors le championnat de CFA où il restera jusqu'en 1970.
En 1946-1947, les SR Colmar, club voisin du FC Mulhouse, franchit le pas et intègre le Championnat D2. Ils réalisent une bonne saison et terminent septième sur vingt-deux clubs engagés. L'année suivante, le club réalise une superbe saison et finit à une deuxième place synonyme de promotion en Première Division. Là, les SR Colmar surprennent en finissant onzième alors que le Racing Club de Strasbourg termine dans la zone de relégation. On pense alors que Colmar est le nouveau club fort de la région. Cependant, le décès prématuré du mécène des SR Colmar, Joseph Lehmann, fait que le club est contraint d'abandonner le statut pro et sa place en D1. Sa défection entraine le repêchage du Racing Club de Strasbourg, qui reste le club-phare de l'Alsace.
Entre-temps, pendant la coupe de France 1948, les SR Colmar avancent jusqu'aux demi-finales où ils sont battus par le RC Lens.

### Suprématie du Racing (1949-1982)
Après cet épisode, Charles Nicolas, entraineur des SR Colmar professionnels, rejoint les rangs du Racing, accompagné de quelques joueurs colmariens, comme Michal Wawrzyniak et Marcel Perruchoud. Cet afflux de colmariens permet au club strasbourgeois de se ressaisir et de devenir champion de France en 1951.
Cette période voit le triomphe du Racing en tant que seul club professionnel d'Alsace. Ce dernier est le seul à s'avancer dans les compétitions nationales, comme la Coupe de France de football, remportée une deuxième fois en 1966. En 1961, il est finaliste de la Coupe Charles Drago, et en 1964, le Racing Club de Strasbourg remporte la Coupe de la Ligue. La consécration est atteinte en 1978-1979, année du sacre du club, devenu champion de première division.
À la même période, en championnat amateur, l'AS Mutzig réalise de très bons parcours et termine champion en 1967. Il réitère cet exploit en 1973 en Championnat de France de football de Division 3, mais ne peut accéder à la Division 2 pour des raisons financières. En tout, entre 1948 et 1970, ce ne sont pas moins de 10 championnats de CFA qui sont remportés par des clubs alsaciens, dont 5 pour le FC Mulhouse, 1 pour l'AS Mulhouse, 1 pour l'AS Mutzig, et 3 pour Vauban Strasbourg.
Au niveau européen, durant cette période de suprématie, le RCS arrive en quarts de finale de la Coupe des villes de foires en 1965 ainsi qu'en quarts de finale de la Coupe d'Europe des clubs champions en 1980.
Parallèlement, alors que les SR Colmar restent englués en troisième ou quatrième division, n'étant secoués que par une rumeur de retour au professionnalisme dans les années 1960, un autre club émerge: le FC Mulhouse. Ce club, pensionnaire de D1 et D2 avec le RC Strasbourg dans les années 1930, a su réaliser d'excellents parcours en Championnat Amateur et est promu à nouveau en deuxième division en 1970. En 1980, il opte pour un statut professionnel, et en 1982-1983, il fait un éphémère retour en D1. À partir de ce moment, le Racing perd son monopole sur la région, d'autant plus que les bons résultats de Mulhouse se conjuguent avec des résultats plus que moyens du RCS, matérialisés par la saison 1986-1987.

### Cohabitation FC Mulhouse - RC Strasbourg en championnat professionnel (1982-1992)
De 1982 à 1992, le Racing Club de Strasbourg et le Football Club de Mulhouse se croisent à cinq reprises en championnat, dont une fois en Division 1, en 1982-1983. En effet, dans les années 1980, les deux clubs tendent à se partager le football alsacien, et ceci est particulièrement net durant deux saisons : en 1986-1987, où le Racing finit neuvième alors que Mulhouse finit troisième et manque de peu les barrages de promotion, et en 1989-1990, où le FC Mulhouse évolue en D1 alors que le RC Strasbourg est encore englué en D2.
Cependant, le FC Mulhouse n'arrive pas à s'enraciner en D1 et finit par retourner en D2 où il s'enlise dans le ventre mou du championnat. En parallèle, après une saison remarquable en 1991-1992, le RC Strasbourg réussit à revenir en D1 où il s'installe confortablement pour une décennie.

### Deuxième période de suprématie du Racing (1992-2010)
La période 1994-2000 voit le déclin du FC Mulhouse, qui passe du ventre mou de la D2, dont il était devenu un élément à part entière, au championnat de CFA, soit de quatrième division, championnat que ce club n'avait jamais connu. Après s'être stabilisé en CFA, le club touche le fond en 2004-2005, où le club dispute le CFA 2. Il s'en sort tout de même plutôt bien, puisque sa deuxième place lui permet de revenir de CFA pour la saison suivante. L'objectif actuel du club est la remontée en National le plus tôt possible. L'année où le club se rapproche le plus de cet objectif est l'année 2008-2009, où il finit avec une brillante troisième place, à onze points de la montée.
Le Racing Club de Strasbourg, pour sa part, réalise une belle série de neuf saisons d'affilée en Division 1. À l'été 1994, l'effectif comprenait de bons joueurs, comme Frank Lebœuf, Franck Sauzée, Xavier Gravelaine, Alexander Vencel et Aleksandr Mostovoï surnommé le « tsar ». Les résultats ne sont pas, dans un premier temps, à la mesure de cet ambitieux recrutement. La deuxième partie de saison est alors plus réussie et le club atteint notamment la finale de la Coupe de France 1995 face au Paris Saint-Germain. Le Racing perd cette rencontre sur un but de Paul Le Guen qui donne la victoire au PSG 1-0 après un but refusé à Marc Keller. Cette année-là, le Racing est le seul club de Division 1 qui réussit à battre le champion nantais.

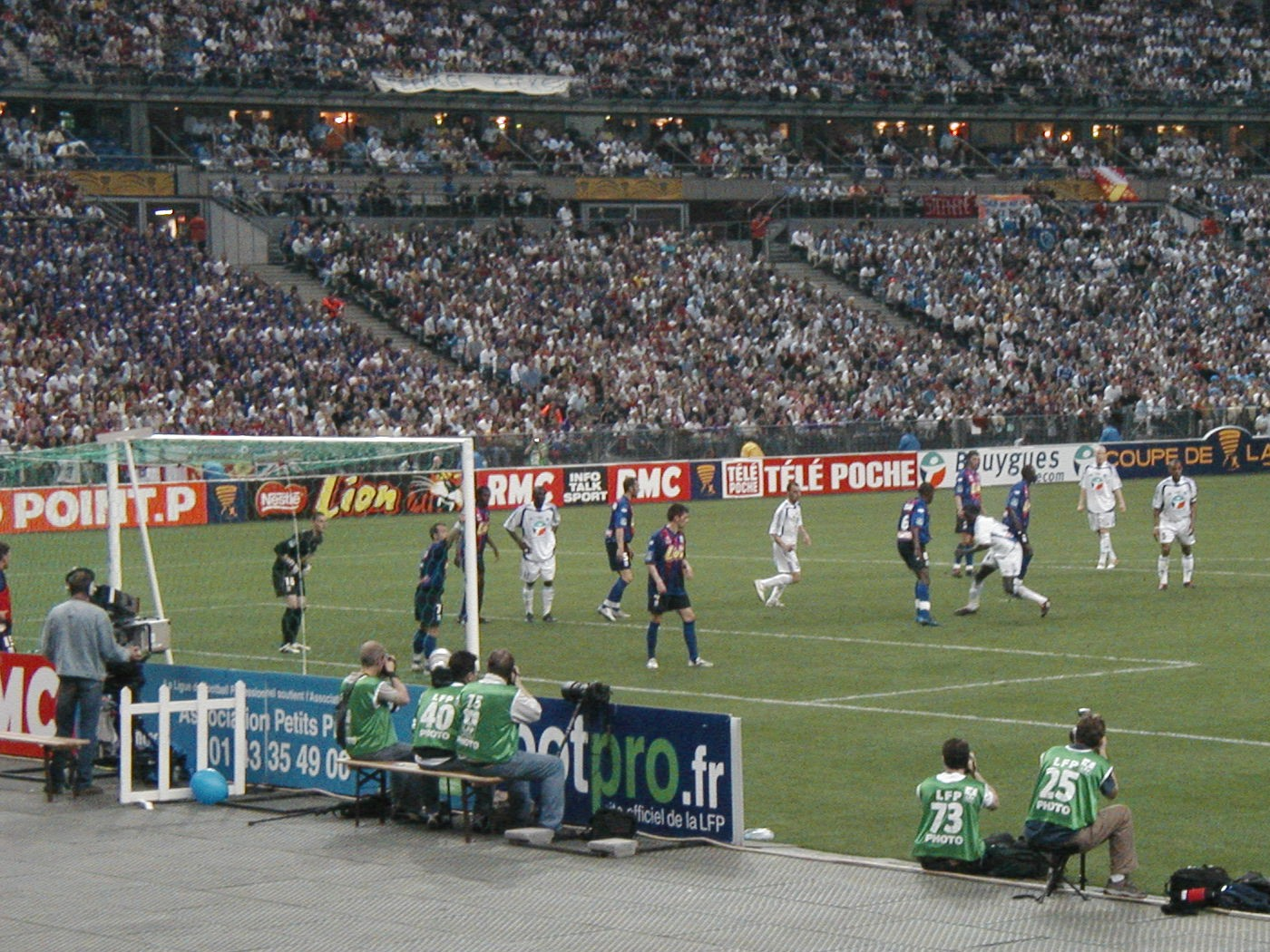
Finale de la Coupe de la ligue 2005

Au début de la saison 1995-1996, le Racing remporte la Coupe Intertoto et se qualifie ainsi pour la Coupe UEFA. L'aventure s'achève en seizième de finale face à l'AC Milan. Le 12 avril 1997, le Racing remporte son premier titre depuis 1979 en ramenant à Strasbourg la Coupe de la ligue après une victoire face aux Girondins de Bordeaux. La saison 2000-2001 est paradoxale: le RCS est relégué, mais remporte la Coupe de France face à Amiens, ce qui lui ouvre les portes de l'Europe.
Le Racing Club de Strasbourg remporte encore un nouveau titre durant cette période en gagnant la Coupe de la Ligue 2004-2005 face au SM Caen. Cependant, la chute du club commence déjà à s'amorcer en 2006-2007, où le club tombe en Ligue 2. Il arrive à retourner directement en Ligue 1 pour 2007-2008, mais est relégué à nouveau: c'est la relégation de trop et le club chute, ratant la remontée à l'issue de la dernière journée de la saison; la saison suivante étant catastrophique et voyant le Racing tomber en National pour la première fois de son histoire.

### Période ouverte (2010-2016)

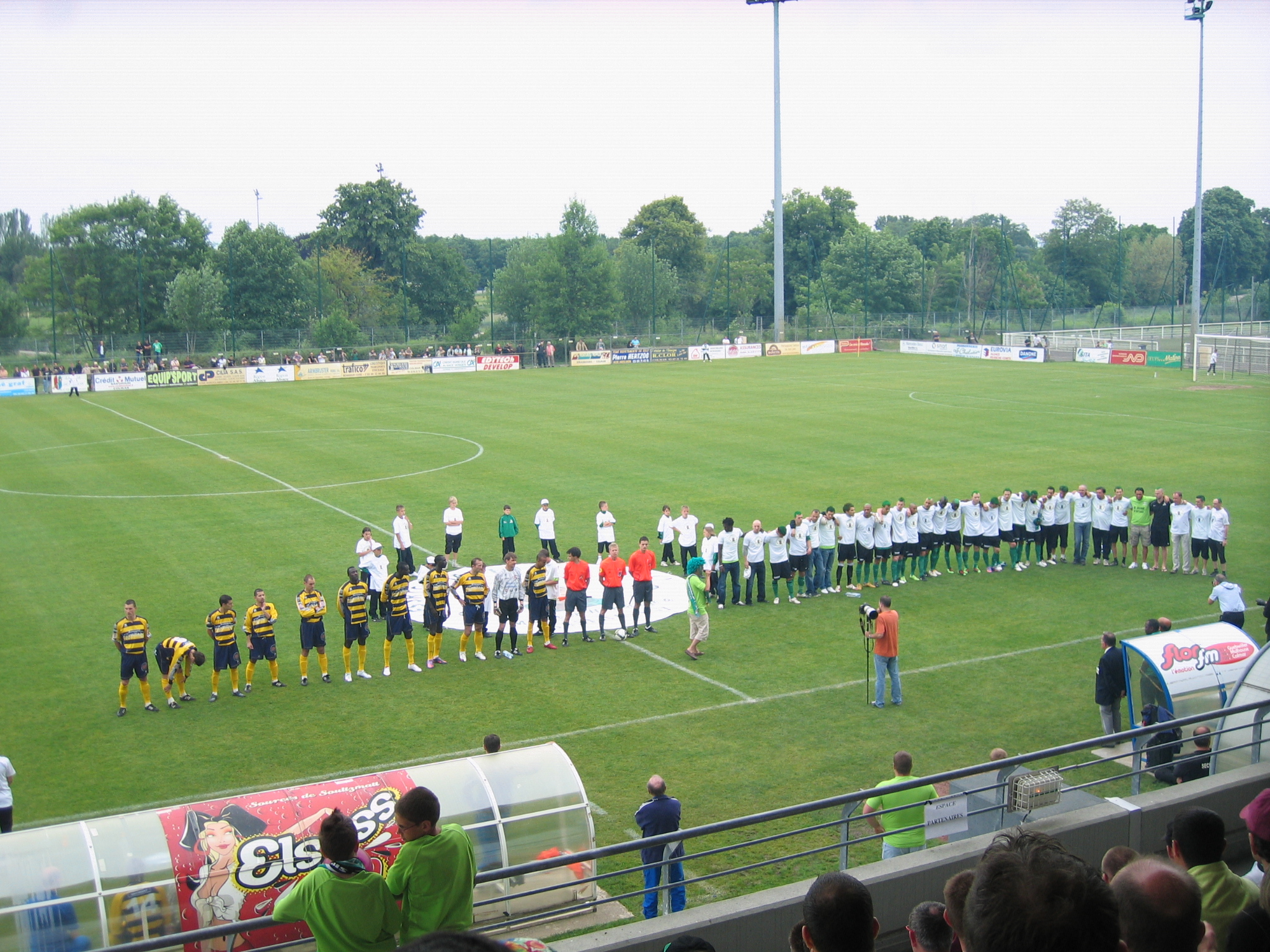
L'équipe de Colmar championne de CFA lors d'un match contre les SAS Épinal

À l'issue de l'édition 2009-2010 de la Ligue 2, le Racing Club de Strasbourg est relégué en National, soit au troisième niveau français, pour la première fois de son histoire. En même temps, le club des SR Colmar, issu du CFA 2 et participant au Championnat de France amateur de football depuis 2008 termine champion de ce championnat avec 105 points. Il est alors promus en National: dans le même championnat que le RC Strasbourg. C'est la première fois depuis 1992 qu'un autre club alsacien évolue dans le même championnat que le Racing et la première fois depuis 1949 que les SR Colmar évoluent dans le même championnat que le Racing. Finalement, le RCS finit quatrième et les SR Colmar quinzième.
Cependant, le Racing Club de Strasbourg est à l'issue de la saison 2010-2011 frappé par une relégation administrative en CFA avec en corollaire l'abandon du professionnalisme. Cette relégation et ses règlements place le club dans l'obligation de finir premier de la future saison de CFA pour simplement se maintenir dans la division, tout autre classement le conduisant en CFA 2. Les dirigeants du club préfèrent de ce fait repartir, au bout du compte, en CFA 2 avec l'ambition de rebâtir le club. Ainsi, les SR Colmar évoluent pour la saison 2011-2012 dans un championnat supérieur à celui du Racing. Seul le FC Mulhouse a vécu une situation similaire, dans les années 1930, et en 1989-1990.
Au cinquième niveau national, le Racing se retrouve d'ailleurs à nouveau en dessous du FC Mulhouse, club qui a toujours pour objectif la remontée en L2. Cette saison 2011-2012 voit également la nouveauté d'un autre club alsacien émergent : l'US Sarre-Union, qui évolue pour la première fois de son histoire en CFA. En 2013-2014, le RC Strasbourg, remonté en National, parvient à se maintenir grâce un repêchage, tandis que les SR Colmar se classent à une solide 4e place. En 2015-2016, c'est au tour du FC Saint-Louis Neuweg de venir rejoindre le CFA pour la première fois de son histoire. Il y a alors trois clubs alsaciens qui évoluent dans ce championnat.
Dans les années 2010, le match entre US Sarre-Union et FC Mulhouse n'est pas vraiment considéré comme un « derby d'Alsace ». En 2015, l'attaquant mulhousien Maxime Ras résume la situation en affirmant « ce match face à Sarre-Union est particulier dans le sens où l’adversaire est également alsacien » tout en tempérant sur le manque d'engouement autour d'une telle rencontre, au contraire du derby du Haut-Rhin FC Mulhouse - FC Saint-Louis Neuweg.

### Troisième période de suprématie du Racing (depuis 2016)
En 2016, tandis que le RC Strasbourg termine champion de National et retrouve ainsi la Ligue 2 et le professionnalisme, les SR Colmar déposent le bilan et se voient contraints de repartir en Excellence Haut-Rhin (deuxième niveau régional) sous la nouvelle appellation Stadium Racing Colmar. Ainsi, le RC Strasbourg retrouve sa position dominante sur le football alsacien, six ans seulement après l'avoir perdue.
En CFA, les derbys opposent alors le FC Mulhouse au FC Saint-Louis Neuweg, promu cette année-là, l'US Sarre-Union ayant été parallèlement reléguée.

## Derby alsacien

### Derby entre RC Strasbourg et FC Mulhouse

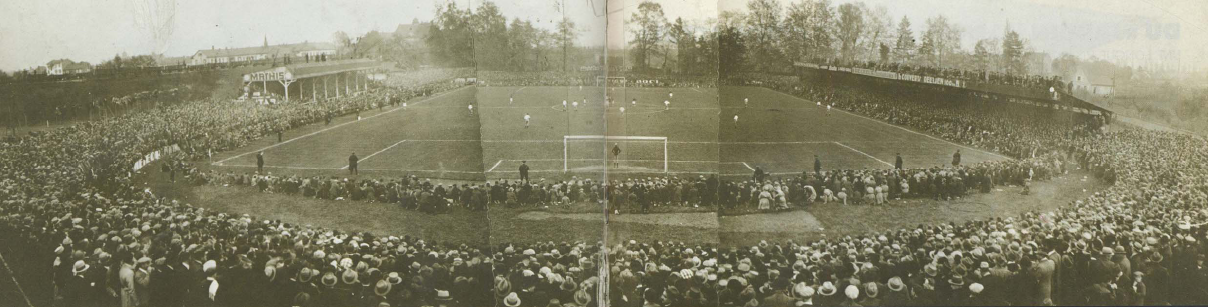
Derby du 4 novembre 1934 en Division 1 à la Meinau

Le FC Mulhouse est le seul club alsacien qui ait évolué en Division 1 alors que le Racing Club de Strasbourg était en Division 2 : en 1932 et en 1989.
Les deux clubs ont évolué dans le même championnat à 10 reprises. Les derbys ont donc été nombreux, d'autant plus que les deux stades, de l'Ill à Mulhouse, et de la Meinau à Strasbourg, avaient une capacité particulièrement importante.
Lors de la saison 1986-1987 et de la saison 1990-1991, les matches aller et retour ont été remportés par Mulhouse.
En 2011, le président du RC Strasbourg Jafar Hilali, a proposé une fusion entre les deux clubs pour la saison 2011-2012. La nouvelle entité se serait appelée Racing Club de Strasbourg-Mulhouse. Les maires des deux villes se sont dits stupéfaits par la nouvelle. Si l'idée avait abouti, les matchs se seraient joués à Mulhouse, au stade de l'Ill qui aurait coûterait moins cher que celui de la Meinau. Cependant, Jafar Hilali avait déjà fait quelques propositions comme celle de la création d'un « Racing d'Alsace », propositions toutes avortées avant même le début des négociations internes. Ce projet passa donc lui aussi rapidement à la trappe et a rejoint la liste des « pitreries présidentielles » strasbourgeoises.
Pour la saison 2012-2013, tout en soulignant qu'il « n’y a aucune animosité envers le Racing-Club de Strasbourg Alsace », le président mulhousien Alain Dreyfus s'offusque de la différence importante entre la subvention apportée par Philippe Richert au RCS, à hauteur de 600 000 €, et celle apportée au FCM, trente fois moins importante. Lors de la saison 2012-2013, Mulhouse retrouve en CFA le promu strasbourgeois. Le dernier match officiel entre le FCM et le RCS datait alors du 19 janvier 1992 (victoire 2-1 du FCM). Le match aller se déroule le 10 novembre 2012 au Stade de l'Ill et, bien que dominés dans le jeu, les strasbourgeois parviennent à arracher le match nul 1-1 dans les dernières minutes du match (https://www.youtube.com/watch?v=nV3PXRaPZso). Quelques échauffourées dans le stade, sans gravité, sont à mentionner. Lors du match retour le 6 avril 2013, le Stade de la Meinau accueille 20 044 spectateurs pour assister à l'historique derby alsacien. Le record d'affluence pour un match de quatrième division d'Europe continentale est battu mais le match, plutôt insipide, se termine sur le score nul et vierge de 0-0. En tribunes, quelques banderoles taquines sont déployées par les supporteurs des deux camps et on assistera à quelques provocations sans conséquences en fin de match. À la fin de la saison 2013-2014, le Racing Club de Strasbourg doit être rétrogradé sportivement en CFA après n'avoir passé qu'une seule saison en National: le grand derby alsacien s'annonce pour la saison suivante. Mais, à la suite d'un imbroglio financier dans d'autres clubs, le Racing Club de Strasbourg est finalement miraculeusement réengagé en championnat National.
À l'issue de la saison 2012-2013, on dénombre 41 rencontres (officielles et amicales) entre Strasbourg et Mulhouse, dont 11 ont été remportées par Mulhouse, 7 se sont conclues par des matchs nuls, et 23 ont été remportées par Strasbourg. Sur l'ensemble des rencontres, 20 se sont jouées en Division 1 ou en Division 2. La plus large victoire du Racing sur Mulhouse est 9 buts à 1, en 1936. La plus large victoire de Mulhouse, quant à elle, date de 1991 où les Haut-Rhinois gagnent 3-0 un match de D2. Dans ces parties disputées en championnat, le bilan est assez équilibré entre les deux clubs, quoiqu'à l'avantage toujours de Strasbourg qui a 10 victoires contre 8 à Mulhouse et 4 nuls. Au niveau des spectateurs, on observe un pic d'affluence entre 1987 et 1992, pic matérialisé par le match du 28 août 1991, où 33 224 personnes se déplacent à la Meinau pour voir jouer les deux formations.
| Saison    | Championnat     | Rencontre           | Rés. | Date             | Buteur(s) pour Strasbourg                                                                        | Buteur(s) pour Mulhouse                                  | Spectateurs |
| --------- | --------------- | ------------------- | ---- | ---------------- | ------------------------------------------------------------------------------------------------ | -------------------------------------------------------- | ----------- |
| 1933-1934 | Division 2      | Mulhouse-Strasbourg | 1-0  | 26 novembre 1933 | -                                                                                                | Krebs (87e)                                              | nc          |
| 1933-1934 | Division 2      | Strasbourg-Mulhouse | 2-0  | 6 mai 1934       | nc                                                                                               | -                                                        | nc          |
| 1933-1934 | Barrages        | Mulhouse-Strasbourg | 0-0  | 19 mai 1934      | -                                                                                                | -                                                        | nc          |
| 1933-1934 | Barrages        | Strasbourg-Mulhouse | 3-1  | 31 mai 1934      | nc                                                                                               | nc                                                       | nc          |
| 1934-1935 | Division 1      | Strasbourg-Mulhouse | 4-2  | 4 novembre 1934  | Harthong, Heisserer (2 buts), Rohr                                                               | nc                                                       | 18000       |
| 1934-1935 | Division 1      | Mulhouse-Strasbourg | 4-1  | 11 avril 1935    | nc                                                                                               | nc                                                       | nc          |
| 1935-1936 | Division 1      | Strasbourg-Mulhouse | 3-0  | 29 décembre 1935 | nc                                                                                               | -                                                        | nc          |
| 1935-1936 | Division 1      | Mulhouse-Strasbourg | 2-4  | 3 mai 1936       | nc                                                                                               | nc                                                       | nc          |
| 1936-1937 | Division 1      | Mulhouse-Strasbourg | 1-9  | 4 octobre 1936   | Heisserer (3e, 68e), Waechter (9e), Rohr (44e, 87e SP), Hoffmann (51e), Keller (61e, 79e)        | Krebs (89e)                                              | 5000        |
| 1936-1937 | Division 1      | Strasbourg-Mulhouse | 7-2  | 14 février 1937  | nc                                                                                               | nc                                                       | nc          |
| 1942      | Tschammerpokal  | Mulhouse-Strasbourg | 2-1  | 20 juillet 1942  | nc                                                                                               | nc                                                       | nc          |
| 1947-1948 | Amical          | Mulhouse-Strasbourg | 1-5  | nc               | nc                                                                                               | nc                                                       | nc          |
| 1950-1951 | Amical          | Mulhouse-Strasbourg | 1-5  | nc               | nc                                                                                               | nc                                                       | nc          |
| 1962-1963 | Coupe de France | Strasbourg-Mulhouse | 2-1  | nc               | nc                                                                                               | nc                                                       | nc          |
| 1969-1970 | Amical          | Mulhouse-Strasbourg | 1-5  | nc               | nc                                                                                               | nc                                                       | nc          |
| 1971-1972 | Amical          | Mulhouse-Strasbourg | 2-3  | nc               | nc                                                                                               | nc                                                       | nc          |
| 1975-1976 | Amical          | Mulhouse-Strasbourg | 2-2  | nc               | nc                                                                                               | nc                                                       | nc          |
| 1976-1977 | Amical          | Strasbourg-Mulhouse | 6-0  | nc               | nc                                                                                               | nc                                                       | nc          |
| 1982-1983 | Division 1      | Strasbourg-Mulhouse | 2-1  | 2 octobre 1982   | Mauffroy (53e), Rouyer (68e)                                                                     | Ouattara (1re)                                           | 12963       |
| 1982-1983 | Division 1      | Mulhouse-Strasbourg | 2-0  | 9 mars 1983      | -                                                                                                | Ehrlacher (44e), Ibanez (59e)                            | 14000       |
| 1986-1987 | Division 2      | Strasbourg-Mulhouse | 3-4  | 17 octobre 1986  | Schaer (2e), Reichert (64e), Gudimard (81e SP)                                                   | Morgante (8e SP), N'Diaye (30e, 49e), Kojedal (51e)      | 24000       |
| 1986-1987 | Division 2      | Mulhouse-Strasbourg | 1-0  | 25 avril 1987    | -                                                                                                | Nativi (53e)                                             | 6000        |
| 1987-1988 | Division 2      | Strasbourg-Mulhouse | 1-0  | 1er août 1987    | Reichert (14e)                                                                                   | -                                                        | nc          |
| 1987-1988 | Division 2      | Mulhouse-Strasbourg | 0-0  | 21 novembre 1987 | -                                                                                                | -                                                        | nc          |
| 1989-1990 | Coupe de France | Mulhouse-Strasbourg | 0-0* | 10 mars 1990     | Krncevic (97e AP)                                                                                | Kambell-Seck (116e AP)                                   | 12000       |
| 1990-1991 | Division 2      | Mulhouse-Strasbourg | 1-0  | 8 septembre 1990 | -                                                                                                | Subiat (59e)                                             | 7000        |
| 1990-1991 | Division 2      | Strasbourg-Mulhouse | 0-3  | 3 février 1991   | -                                                                                                | Subiat (4e), Keller (43e), Andrieux (81e)                | 12905       |
| 1991-1992 | Division 2      | Strasbourg-Mulhouse | 2-0  | 28 août 1991     | Hasek (6e, Monczuk (52e)                                                                         | -                                                        | 33224       |
| 1991-1992 | Division 2      | Mulhouse-Strasbourg | 2-1  | 19 janvier 1992  | Keller (77e)                                                                                     | Basile (44e), Subiat (52e)                               | 10816       |
| 1992-1993 | Amical          | Mulhouse-Strasbourg | 1-4  | nc               | nc                                                                                               | nc                                                       | nc          |
| 1993-1994 | Amical          | Mulhouse-Strasbourg | 0-2  | 3 juillet 1993   | Hasek (57e), Dacourt (80e)                                                                       | -                                                        | 3000        |
| 1995-1996 | Amical          | Mulhouse-Strasbourg | 0-1  | nc               | nc                                                                                               | -                                                        | nc          |
| 1995-1996 | Amical          | Mulhouse-Strasbourg | 2-0  | nc               | -                                                                                                | nc                                                       | nc          |
| 1997-1998 | Amical          | Mulhouse-Strasbourg | 1-2  | 19 juillet 1997  | Nouma (7e), Zitelli (61e)                                                                        | Rinçon (90e)                                             | 2000        |
| 2002-2003 | Amical          | Strasbourg-Mulhouse | 5-0  | 19 janvier 1992  | Moukouri (16e), Kamanan (59e)), Doukantié (62e), Ljuboja (69e, 75e)                              | -                                                        | 100         |
| 2005-2006 | Amical          | Strasbourg-Mulhouse | 8-0  | 6 juillet 2005   | Mouloungui (16e, 36e), Farnerud (23e), Pagis (40e) Diané (46e, 90e), Le Pen (65e), Carlier (70e) | -                                                        | 1100        |
| 2010-2011 | Amical          | Strasbourg-Mulhouse | 2-1  | 14 juillet 2010  | M'Bongo (39e), Ledy (61e)                                                                        | Moukhlil (80e)                                           | 395         |
| 2011-2012 | Amical          | Strasbourg-Mulhouse | 1-1  | 23 juillet 2011  | Delion (65e)                                                                                     | Balogou (75e)                                            | 800         |
| 2012-2013 | Amical          | Mulhouse-Strasbourg | 3-2  | 22 juillet 2012  | Billy Modeste (62e) Robin Binder (89e)                                                           | Dimitri Liénard (5e) Samir kecha (20e) Badara Sène (34e) | 500         |
| 2012-2013 | CFA             | Mulhouse-Strasbourg | 1-1  | 10 novembre 2012 | Milovan Sikimic (88e)                                                                            | Dumas (58e)                                              | 6500        |
| 2012-2013 | CFA             | Strasbourg-Mulhouse | 0-0  | 6 avril 2013     | -                                                                                                | -                                                        | 20044       |

### Derby entre RC Strasbourg et SR Colmar
Pour la saison 2010-2011 du championnat de France de football National, les SR Colmar évoluent dans le même championnat que le RC Strasbourg, ce qui semble constituer une particularité de cette poule dans la mesure c'est la première fois depuis 1992 que le RCS croise un club également issu de la région Alsace en championnat. Le RCS est alors en position de force et candidat à la montée, tandis que les SRC, qui réalisent leur premier exercice à ce niveau, visaient un objectif bien plus modeste : le maintien.
Cependant, il est à noter qu'en 1948-1949, les SR Colmar ont fini 11e de Division 1, alors que le RC Strasbourg finit dans la zone de relégation. Le club strasbourgeois fut sauvé au mépris des colmariens, dont le mécène venait de décéder brutalement.
Depuis, les strasbourgeois se disent supporters des colmariens et inversement: l'entente entre les deux clubs est plutôt cordiale[réf. nécessaire]. On remarquera aussi que le match qui récolta la plus grosse affluence en 2010 fut Strasbourg-Colmar, avec près de 12 000 spectateurs.
En 2010-2011, le match Colmar-Strasbourg de la 26e journée de championnat est un match à eujeux. En effet, alors que le Racing est toujours en course pour la troisième place et la lutte pour la Ligue 2, Colmar est enfoncé dans la zone de relégation. En cas de victoire strasbourgeoise, le club ferait un pas de plus vers la promotion, mais en cas de victoire colmarienne, il y aurait possibilité pour le club de sortir de la zone de relégation. Le match attire du côté des spectateurs, alors que la moyenne de spectateurs pour Colmar lors de cette saison est de 1 755 par match, près de 3 100 personnes font le déplacement. Colmar entame favorablement la rencontre et fait un premier quart d'heure positif, qui se clôt par l'ouverture du score à la 20e minute par Rémy Souyeux. Cependant, le RC Strasbourg, loin d'avoir lâché la rencontre, égalise par le biais de Billy Ketkeophomphone à la 27e. C'est par ailleurs ce dernier qui redonne l'avantage aux bas-rhinois à la 39e minute. La deuxième mi-temps fut plate et sans grand spectacle. Ainsi, ce match, retransmis en direct sur France 3 Alsace, permet aux Strasbourgeois de monter à la quatrième place, et laisse les Colmariens dans la zone de relégation, promis au CFA pour la saison suivante. Néanmoins, malgré les problèmes sportifs de Colmar, le club réussit à se maintenir à deux journées de la fin, et finit quinzième.
En juillet 2012, les deux clubs ouvrent leur série de matchs amicaux par une rencontre de gala à Ittenheim, célébrant les 75 ans du club local, l'US Ittenheim, qui a notamment évolué quelques saisons en Promotion d'Honneur (alors deuxième niveau régional).
| Saison    | Championnat     | Rencontre           | Rés.  | Date              | Buteur(s) pour Strasbourg                                      | Buteur(s) pour Colmar                       | Spectateurs |
| --------- | --------------- | ------------------- | ----- | ----------------- | -------------------------------------------------------------- | ------------------------------------------- | ----------- |
| 1945-1946 | Coupe de France | Colmar-Strasbourg   | 3-2   | 3 février 1946    | nc                                                             | nc                                          | nc          |
| 1948-1949 | Division 1      | Colmar-Strasbourg   | 2-1   | 14 novembre 1948  | nc                                                             | nc                                          | 11 992      |
| 1948-1949 | Division 1      | Strasbourg-Colmar   | 0-0   | 21 mars 1949      | -                                                              | -                                           | 21119       |
| 2000-2001 | Amical          | Colmar-Strasbourg   | 1-5   | 5 juillet 2000    | Ljuboja (31e, 38e), Luyindula (64e), Zitelli (85e), Rémy (90e) | Lauffenburger (92e)                         | 1 200       |
| 2008-2009 | Amical          | Strasbourg-Colmar   | 2-0   | 16 juillet 2008   | Bah (38e), Zenke (74e)                                         | -                                           | 400         |
| 2009-2010 | Amical          | Strasbourg-Colmar   | 2-1   | 15 juillet 2009   | Dja Djédjé (40e), Ledy (88e                                    | Dieye (54e)                                 | 800         |
| 2010-2011 | National        | Strasbourg-Colmar   | 2-0   | 11 septembre 2010 | Mathlouthi (10e), Ketkeophomphone (45e)                        | -                                           | 12 124      |
| 2010-2011 | National        | Colmar-Strasbourg   | 1-2   | 8 février 2011    | Ketkeophomphone (27e, 39e)                                     | Souyeux (20e)                               | 3 100       |
| 2012-2013 | Amical          | Strasbourg-Colmar   | 1-0   | 14 juillet 2012   | Benchenane (78e SP)                                            |                                             | 920         |
| 2013-2014 | Amical          | Colmar-Strasbourg   | 1-2   | 24 juillet 2013   | Hassidou (42e), Sichi (55e)                                    | M'Tir (85e)                                 | 550         |
| 2013-2014 | National        | Colmar-Strasbourg   | 2-1   | 8 novembre 2013   | Chere (85e CSC)                                                | Diawara (49e SP), Armand (66e)              | 4 332       |
| 2013-2014 | National        | Strasbourg - Colmar | 1-2   | 11 avril 2014     | Mendy (40e)                                                    | Crillon (55e), Chere (74e)                  | 20 403      |
| 2014-2015 | National        | Colmar - Strasbourg | 3 - 3 | 6 septembre 2014  | Crillon (55e, 65e), Ibou Kébé (79e)                            | Marquès (53e), Bahoken (82e), N'Diaye (90e) | 3 500       |
| 2014-2015 | National        | Strasbourg - Colmar | 3 - 1 | 13 février 2015   | Herelle (42e CSC), Liénard (49e), N'Diaye (58e)                | Diawara (30e)                               | 25 096      |
| 2015-2016 | National        | Strasbourg - Colmar | 1 - 0 | 25 septembre 2015 | Blayac (78e)                                                   |                                             | 26 022      |
| 2015-2016 | National        | Colmar - Strasbourg | 0 - 3 | 11 mars 2016      | Bouanga (17e, 89e), Lienard (64e)                              |                                             | 3 850       |

## Derby du Haut-Rhin

### Derby entre SR Colmar et FC Mulhouse
Les SR Colmar et le FC Mulhouse se sont croisés dans les années 2000 en CFA. Ce match, qui constitue un véritable « derby du Haut-Rhin », est plus suivi que les autres par les supporters. Les rencontres sont historiquement favorables à Mulhouse, dont la plus large victoire arbore 5 buts de différences sur Colmar. Sur les dix rencontres citées ci-dessous, 7 ont été remportées par Mulhouse, et 3 par Colmar. En outre, Colmar a inscrit 6 buts, et Mulhouse 21. Aucun match nul n'est à recenser.
On notera que les SR Colmar sont de tradition un club de Division 4 ou 5, alors que le FC Mulhouse est de tradition un club de Division 2 ou 3, qui a même connu la Division 1. Les derbies sont donc historiquement déséquilibrés, entre un club de Colmar qui vient du ventre mou du championnat, et un club de Mulhouse qui vient souvent juste d'être relégué de la division supérieure. L'écart est particulièrement frappant dans les années 1962-1964, où Colmar, qui vient de DH, se heurte à un FC Mulhouse au sommet de sa forme, remportant à cette époque souvent la première place dans sa poule.
| Saison    | Championnat | Rencontre       | Rés. | Date            | Buteur(s) pour Colmar | Buteur(s) pour Mulhouse | Spectateurs |
| --------- | ----------- | --------------- | ---- | --------------- | --------------------- | ----------------------- | ----------- |
| 1962-1963 | CFA Est     | Mulhouse-Colmar | 4-0  | nc              | -                     | nc                      | nc          |
| 1962-1963 | CFA Est     | Colmar-Mulhouse | 1-0  | nc              | nc                    | -                       | nc          |
| 1963-1964 | CFA Est     | Mulhouse-Colmar | 5-0  | nc              | -                     | nc                      | nc          |
| 1963-1964 | CFA Est     | Colmar-Mulhouse | 1-2  | nc              | nc                    | nc                      | nc          |
| 2004-2005 | CFA 2 B     | Mulhouse-Colmar | 4-2  | nc              | nc                    | nc                      | nc          |
| 2004-2005 | CFA 2 B     | Colmar-Mulhouse | 0-2  | nc              | -                     | nc                      | nc          |
| 2008-2009 | CFA         | Mulhouse-Colmar | 2-0  | 25 mars 2009    | -                     | Régnier (65e, 94e)      | 500         |
| 2008-2009 | CFA         | Colmar-Mulhouse | 0-2  | 2 mai 2009      | -                     | Milazzo (14e, 17e)      | 500         |
| 2009-2010 | CFA         | Colmar-Mulhouse | 1-0  | 24 mars 2010    | Diaw Dieye (52e)      | -                       | 2000        |
| 2009-2010 | CFA         | Mulhouse-Colmar | 0-1  | 8 mai 2010      | Grimm (70e)           | -                       | 1800        |
| 2013-2014 | Amical      | Colmar-Mulhouse | 1-1  | 20 juillet 2013 | Liabeuf (90e)         | Bah (49e                | 400         |
| 2021-2022 | National 3  | Colmar-Mulhouse | 1-0  | 6 novembre 2021 | Jacquat (54e)         |                         | 1000        |

### Derby entre FC Saint-Louis Neuweg et FC Mulhouse
Le FC Mulhouse était longtemps le meilleur club du Haut-Rhin, jusqu'à la montée du FC Saint-Louis en CFA en 1969, les deux clubs se retrouvèrent en Championnat de France Amateur et dès la première année le FC Saint Louis (4e) passa devant le FC Mulhouse (7e) comme la saison suivante.
En fin de saison 1970, le FC Mulhouse monte en Division 2, malgré sa 9e place alors que le FC Saint-Louis termine à la cinquième place. Le derby du Haut-Rhin devenait FC Saint Louis contre AS Mulhouse mais n'avait pas la saveur des FCSL-FCM.

### À Mulhouse
La rivalité entre le Mouloudia Mulhouse et le FC Mulhouse n'est pas très forte, dans la mesure où le FC Mulhouse a longtemps été un club de Division 2 et évolue en ce moment en CFA, tandis que le Mouloudia Mulhouse, quant à lui, évolue au plus haut niveau de son histoire en Division d'honneur Alsacienne, entre 2009 et 2011. Le Mouloudia croise désormais la réserve du FCM en Excellence (D7). Avant la confrontation du 18 avril 2010, en DH, l'entraineur de la réserve du FCM, Vincent Milliet, affirmait « Le Mouloudia ne nous fera aucun cadeau. Nous devrons sortir un gros match pour espérer gagner. On avait perdu à l’aller, on a gagné en Coupe d’Alsace, ce sera donc la belle ».
D'autre part, le FC Mulhouse a longtemps partagé sa suprématie sur la ville avec l'AS Mulhouse, en particulier dans la Division 3 des années 1960.
En 2011, le FC Mulhouse affronte le FC Anatolie Mulhouse en coupe de France de football. C'est le club de CFA qui s'impose aux tirs au but.

### À Colmar
La plus ancienne et plus forte rivalité est celle opposant le Football Club de Colmar / Stade Colmar 77 aux Sports réunis Colmar. Dès la refondation du FC Colmar, en 1924, la rivalité apparaît au travers du fait que de nombreux membres du comité provisoire sont démissionnaires des SRC, comme Paul Allenbach et Henri Martin, qui « en avaient marre d'être la 5e roue des SRC ».
Avant même la première rencontre entre les deux clubs, une rivalité existe. Ainsi, dans les années 1920 et 1930, c'est la course au premier titre de champion d'Alsace qui anime les débats, le FC Colmar remportant ce premier duel à distance entre les deux entités.
Le FCC rencontre les SRC pour la première fois en championnat en Division d'Honneur 1936-1937. Toutefois, la professionnalisation des SRC entraîne la fin des derbys. Les deux clubs se retrouvent ensuite en championnat allemand, en Gauliga Elsass 1940-1941, sous les noms respectifs de Football Club Kolmar et SpVgg Kolmar, et ceci jusqu'en 1944. Les résultats de ces premières rencontres ne sont pas connus.
Il faut attendre la saison 1950-1951 pour que les deux équipes premières se retrouvent en DH. Le FC Colmar finit huitième, avec 25 points, tandis que les SRC finissent dixième, avec 22 points. En 1953, la relégation des SRC en Promotion d'Honneur entraîne la fin des derbys jusqu'en 1954-1955, avant que ce ne soit la propre relégation des locataires du Ladhof cette même saison qui interrompe la série de rencontres entre les deux clubs. Dans les années 1960, les deux clubs évoluent régulièrement ensemble en DH et les derbys, souvent plutôt équilibrés, constituent des points d'orgue du championnat. Plus que le classement général, c'est le classement relatif en fonction des résultats des SRC qui compte le plus pour les cadres, les joueurs et les supporters. Toutefois, la rivalité, devenue avec le temps contre-productive pour le football colmarien, s'adoucit un peu après le titre de champion des SR Colmar, obtenu en 1973 et la montée de ces derniers en Division 3. La fin des années 1970 voit un retour de la rivalité.
Le sujet de la fusion des deux clubs colmariens a toutefois été abordé à maintes reprises, notamment en 1962, avortée malgré l'intérêt que portait le président du FC Colmar Georges Rohr à cette idée. Le vote est négatif et les deux clubs conservent leur indépendance. En 1977, le sujet est remis à l'ordre du jour d'une Assemblée Générale Extraordinaire, mais est rapidement abandonné au profit d'un changement de nom du FC Colmar, qui devient alors le Stade Colmar 77.

## Derby du Bas-Rhin

### Derby entre SC Schiltigheim et RC Strasbourg
Le derby entre RC Strasbourg et SC Schiltigheim, bien que joué une seule saison en championnat, est particulièrement médiatisé. Les instituts de presse, ainsi que la LAFA, qualifient ce match de Cussico, néologisme créé par le site Racingstub formé de classico et de CUS, pour Communauté Urbaine de Strasbourg. On parle aussi de derby de la CUS ou de derby du Bas-Rhin.
Comme pour les matchs face à Colmar en 2010-2011, ce derby est considéré comme une « fête du football alsacien ». De plus, de nombreux joueurs du RC Strasbourg sont aussi passés par le SC Schiltigheim et inversement, ce qui multiplie la motivation des équipes.
| Saison    | Championnat     | Rencontre               | Rés. | Date            | Buteur(s) pour Strasbourg                               | Buteur(s) pour Schiltigheim                  | Spectateurs |
| --------- | --------------- | ----------------------- | ---- | --------------- | ------------------------------------------------------- | -------------------------------------------- | ----------- |
| 1994-1995 | Amical          | Schiltigheim-Strasbourg | 0-3  | 22 juillet 1994 | -                                                       | -                                            | 1 109       |
| 1996-1997 | Coupe de France | Strasbourg-Schiltigheim | 4-0  | 19 janvier 1997 | Nouma (5e), Zitelli (17e) , Petit (67e), M'Ghoghi (79e) | -                                            | 6 054       |
| 2011-2012 | Amical          | Strasbourg-Schiltigheim | 2-1  | 14 août 2011    | Ledy (84e SP)                                           | Moog (57e), Owusu (89e)                      | 450         |
| 2011-2012 | CFA2            | Strasbourg-Schiltigheim | 2-1  | 5 novembre 2011 | Golliard (62e, 78e)                                     | Froeliger (45e)                              | 10 883      |
| 2011-2012 | CFA2            | Schiltigheim-Strasbourg | 1-2  | 31 mars 2012    | Coulibaly (8e), Modeste (59e)                           | Hoffmann (78e)                               | 2 600       |
| 2012-2013 | Amical          | Schiltigheim-Strasbourg | 3-3  | 5 août 2012     | Ledy (14e, 30e), Golliard (54e)                         | Belahmeur (13e), Imbs (45e), Chakrouni (89e) | 400         |
| 2013-2014 | Amical          | Strasbourg-Schiltigheim | 3-1  | 3 août 2013     | Hassidou (26e), Perrin (41e), Genghini (90e SP)         | Siasia (70e)                                 | 1 100       |
| 2014-2015 | Amical          | Strasbourg-Schiltigheim | 3-3  | 2 août 2014     | Marquès (26e, 42e), Aguemon (75e)                       | Gasser (34e), Boukemia (87e), Owusu (89e)    | 1 000       |
| 2015-2016 | Amical          | Schiltigheim-Strasbourg | 1-2  | 18 juillet 2015 | N'Dour (67e), Kanté (86e)                               | Weber (35e)                                  | 1 000       |

### Derby d'Alsace Bossue entre US Sarre-Union et US Reipertswiller
Le véritable derby du nord de l'Alsace se fait entre l'US Reipertswiller et l'US Sarre-Union. Les deux présidents ne se parlent pas. De plus, parfois, les derbies sont à enjeux, comme en 2007 où l'objectif était le maintien de la deuxième place. Pour Mohamed Ouadah, entraineur de l'USSU en 2008, « c'est le match de l'année ». On retiendra surtout le match pour la montée en CFA 2 d'avril 2009 : victoire de Sarre-Union à domicile 5-0 devant 1350 spectateurs face à Reipertswiller qui ne s'en est jamais remis et qui perdra 9-2 la semaine d'après à Colmar II.
Avec le maintien de l'USSU en CFA et l'enlisement de l'USR en DH, la rivalité perd de son intensité. À l'occasion d'un match amical en août 2013, Bruno Paterno, entraîneur de Sarre-Union, affirme « C’est d’abord un plaisir d’affronter un tel adversaire », décrit comme « nos voisins et amis de Reipertswiller ».
| Club                                                                                   | Coupe de France                         | Coupe d'Alsace | Coupe d'Alsace Bossue | DH Alsace | CFA 2 / National 3              | CFA / National 2 |
| -------------------------------------------------------------------------------------- | --------------------------------------- | -------------- | --------------------- | --------- | ------------------------------- | ---------------- |
| US Sarre-Union                                                                         | Meilleure performance: 7e tour (2)      | 0              | 7 (4)                 | 1         | 2 saisons (meilleure place: 3e) | 1                |
| US Reipertswiller                                                                      | Meilleure performance 32e de finale (2) | 0              | 7 (1)                 | 2         | 5 saisons (meilleure place: 4e) | 0                |
| Les chiffres entre parenthèses montrent les coupes remportées par les équipes-réserves |                                         |                |                       |           |                                 |                  |

Sur ce tableau, on remarque que les palmarès des deux clubs sont assez semblable, notamment en Coupe de l'Alsace Bossue, où les deux clubs ont chacun remporté sept éditions, et se sont même croisés en finale. Néanmoins, l'US Reipertswiller n'a jamais joué au niveau CFA atteint en 2011 par Sarre-Union.

### À Strasbourg
Au début du football en Alsace, le RC Strasbourg était considéré comme un club ouvrier alors que les autres, comme le doyen, à savoir l'AS Strasbourg, étaient considérés comme des clubs bourgeois.
Seul le RC Strasbourg a obtenu le statut professionnel, et à part quelques matchs de l'équipe réserve regroupant très peu de supporters, les derbys sont rares et très moyennement suivis. La rivalité a même été volontairement limitée lorsque les Pierrots Vauban, champion de Division 3 en 1981 et 1982, refusent la montée en Division 2, qui aurait pu entrainer des derbies avec le Racing, voir une hypothétique montée en Division 1.
Il est à noter que l'AS Pierrots Vauban Strasbourg a fusionné avec le Racing entre 1970 et 1977 pour former le RPSM.
D'autres équipes se réclamant d'une partie de Strasbourg entretiennent une certaine rivalité avec les autres clubs de la ville, à l'image du match de coupe d'Alsace de 2010 entre La Wantzenau FC et le RC Strasbourg II, qui était très attendu par les supporters.